# Hipoteczny list zastawny
Hipoteczny list zastawny – dłużny papier wartościowy imienny lub na okaziciela, emitowany przez banki hipoteczne, którego podstawą emisji jest wierzytelność zabezpieczona hipoteką. W liście zastawnym banki hipoteczne zobowiązują się do spełnienia określonych świadczeń pieniężnych, takich jak wypłata odsetek i wykup listów zastawnych.
Jest podkategorią listów zastawnych.
Hipoteczne listy zastawne występują w formie dokumentu lub w postaci zdematerializowanej, mogą być nominowane w złotych lub w walucie obcej i stanowią ochronę oszczędzającego oraz zabezpieczenie długoterminowych inwestycji.
Hipoteczny list zastawny jest atrakcyjną dla wierzyciela banku formą zabezpieczenia transakcji, gdyż należności posiadaczy listów zastawnych zaspokajane są w pierwszej kolejności, przed innymi zobowiązaniami banku, w pełnej wysokości i wraz z należnymi odsetkami.